# 韓馥
韓馥（？—約192年），字文節，潁川郡（今河南省）人，東漢末年軍閥。

## 生平
韓馥為袁氏故吏，擔任過御史中丞。中平六年（公元189年），董卓任命時任尚書的韓馥為冀州牧。

### 討伐董卓
天下的豪傑大多都準備起兵討伐董卓。當時袁紹在勃海郡，冀州牧韓馥派人監視袁紹，使袁紹無法起兵。東郡太守橋瑁偽造三公文書給各州郡，陳述董卓的罪狀。韓馥接到文書後疑慮該幫袁紹還是董卓，經治中從事劉子惠勸諫後，便書信給袁紹陳述董卓的惡行，聽其舉兵。
初平元年（公元190年），袁紹在勃海起兵，袁紹與異母弟後將軍袁術、冀州牧韓馥、豫州刺史孔伷、兗州刺史劉岱、陳留太守張邈、廣陵太守張超、河內太守王匡、山陽太守袁遺、東郡太守橋瑁、騎都尉鮑信等人同時起兵，各有軍隊數萬，打著討伐董卓的旗號。韓馥駐守鄴縣，眾人相約結盟，推舉袁紹爲盟主。
當初尚書周毖、城門校尉伍瓊深受董卓信任，他們向董卓推舉韓馥、劉岱、孔伷、張咨、張邈等人出任州郡主官。韓馥等人上任後，都聯合起兵討董。董卓知道後大怒，認爲周毖、伍瓊與韓馥等人有所勾結，於是周毖、伍瓊遭斬首。

### 讓與冀州
袁紹自號爲車騎將軍，與韓馥打算立幽州牧劉虞爲皇帝，派使者将請劉虞即位的奏章送給他。劉虞不願接受袁紹等人的奏章。後來韓馥等人又請求劉虞領尚書事務，代理皇帝封爵任官，劉虞仍不接受，打算逃往匈奴處將自己隔絕起來，袁紹等人才作罷。
韓馥因為各地豪傑多擁戴袁紹，很是嫉妒，於是經常減少軍糧，打算讓軍心動搖。這時，韓馥部將麴義叛變，韓馥討伐，反為麴義所敗。袁紹既已怨恨韓馥，便與麴義結交。
袁紹的賓客逢紀對袁紹說：「凡做大事的人，不佔領一個州，便無法站住腳根。現今冀州強大，但韓馥是個庸才，可以暗中密約公孫瓚率領軍隊南下，韓馥知道後必然恐懼。此時再派一位能言善辯的人向韓馥闡述禍福。韓馥迫於匆忙，我們必能藉此機會佔據冀州。」袁紹認爲有道理，更加親近逢紀，立刻就寫信給公孫瓚。公孫瓚遂引兵前往。
韓馥的軍隊駐軍在安平，為公孫瓚軍所敗，公孫瓚引兵進入冀州，以討伐董卓的名號，實際上是要滅了韓馥，韓馥心中惶恐。
袁紹派手下謀士陳留人高幹（也是袁绍外甥）和潁川人荀諶遊說韓馥。韓馥素來怯懦，所以同意荀諶的計策讓與冀州。韓馥的長史耿武、別駕閔純、騎都尉沮授得知後勸阻韓馥，但都無法改變韓馥的決定。
當初，韓馥遣趙浮、程渙率領一萬名強弩兵駐守在孟津。趙浮等人得知韓馥打算將冀州拱手讓給袁紹後，急行還軍。
初平二年（公元191年），趙浮等人抵達冀州，對韓馥說：「袁紹軍隊連一斗糧食都沒有，軍隊已經開始離散，雖有張楊、於扶羅等新人歸附，但不會為袁紹盡力，不足為敵。我這小從事，願用現有軍隊對抗袁紹，十天左右，袁軍必然瓦解。將軍只需要大開房門，高枕入眠，不必憂慮，毋需懼怕！」韓馥沒有採納，於是韓馥辭去冀州牧，遷離官府到中常侍趙忠故宅居住，派兒子將冀州印綬送給袁紹。
袁紹領冀州牧後，韓馥被任命為奮威將軍。
袁紹任命河內人朱漢為都官從事，朱漢曾受韓馥輕慢，又想迎合袁紹，於是擅自發兵包圍韓馥的住處，朱漢拔刀進屋，韓馥逃上樓，朱漢捉到韓馥的長子，用鐵鎚敲斷他的兩腳，袁紹立刻逮捕處死朱漢，但韓馥因心中猜疑害怕，便向袁紹請辭離開。投靠張邈後，張邈與袁紹的使者見面，使者在張邈耳邊說悄悄話，韓馥正好在座，韓馥以為是袁紹派人要來殺害自己，於是起身去廁所，用書刀自殺。時間是初平三年冬季。

## 評價
- 逢紀：韓馥庸才。《資治通鑑·卷六十》
- 蔡東藩：後有紹使至陳留，與邈屏人私語，馥疑是圖己，竟至惶急自盡，這真叫作自貽伊戚了。人生原如幻夢，一死便休，試看袁紹結果，亦未必勝過韓馥。《後漢演義·第六十八回》

## 下屬
- 荀諶，字友若，潁川人，東漢末期人物，荀彧之四哥。
- 辛評，字仲治，陽翟人。
- 郭圖，字公則，與辛評、荀諶共同說服韓馥出讓冀州州牧職位予袁紹。
- 田豐，字元皓。
- 審配，字正南，初在韓馥部下，以正直不得志。
- 沮授，史載其「少有大志，擅於謀略」。擔任別駕，被韓馥表為騎都尉。
- 張郃，字儁乂，以韓馥軍司馬的身份參與討伐黃巾餘黨。
- 麴義，部将。背叛韓馥跟隨袁紹。
- 朱靈，字文博。

以上後來皆成為袁紹的部下。
- 閔純，字伯典，別駕。
- 耿武，字文威，韓馥長史。

閔純及耿武勸阻韓馥讓冀州，韓馥不從，從事十人都離開韓馥，只有二人留下杖刀拒袁紹，袁紹命田豐下令將二人殺害。
- 李歷，治中。與閔純、耿武及沮授等勸阻韓馥讓冀州與袁紹。
- 劉子惠，治中從事。關東諸侯欲興義兵，韓馥詢問諸從事應助董卓還是袁紹，劉子惠激動地說：「今興兵為國，何謂袁、董！」。
- 趙浮、程渙，都督從事。率領一萬名強弩兵駐守在孟津。袁紹駐軍在朝歌清水河畔，趙浮等人趕到，趙浮軍有戰船數百艘，軍士一萬多人，軍容嚴整鼓聲不斷，晚上經過袁紹的軍營時讓袁紹感到厭惡。二人趕到冀州對韓馥再諫，無奈未能改變韓馥心意。
- 張岐，故樂浪太守。韓馥派張岐劉虞處，勸其即帝位。

## 影視形象
- 2013年电视剧《曹操》：赵晓光饰韓馥
- 2016年电视剧《武神赵子龙》：于子宽饰韓馥